# Mathematics
Mathematics (eller Allah Mathematics), egentligen Ronald Maurice Bean, född 1972 i Jamaica, Queens, New York är en amerikansk musikproducent och discjockey från hiphopkollektivet Wu-Tang Clan. Mathematics har sedan Wu-Tang Clans grundande agerat discjockey på turnéer och producerat musik på diverse Wu-Tang-projekt. Han har också designat Wu-Tang Clans logotyp "W".

## Diskografi
- Love Hell Or Right (Da Come Up) (2003)
- The Problem (2005)
- Soul Of A Man (2006)
- Mathematics Presents Wu-Tang Clan & Friends Unreleased (2007)
- Mathematics Presents... Return Of The Wu & Friends (2010)
- Prelude to the Answer (2013)
- The Answer (2013)